# Fatloh-Tunnel
Der Fatloh-Tunnel (seltener in der Schreibweise Fathloh) ist ein 85 Meter langer, ehemaliger Eisenbahntunnel in Wuppertal. Er befindet sich auf der 1879 eröffneten und inzwischen stillgelegten Bahnstrecke Düsseldorf-Derendorf–Dortmund Süd („Wuppertaler Nordbahn“) zwischen Wuppertal-Heubruch und Wuppertal-Wichlinghausen. Er ist einer von sieben Tunneln auf dem Streckenabschnitt zwischen Mettmann und dem Bahnhof Gevelsberg West. Beide Portale sind als Baudenkmal geschützt.
Nach der Stilllegung der Bahnstrecke wurde der Tunnel für die Nordbahntrasse, einer Verbindung für Fußgänger und Radfahrer, umgenutzt. Zwischen Januar und April 2014 wurde er dafür saniert.